# حسن كوتشوكتشيتين
حسن كوتشوكتشيتين (بالتركية: Hasan Küçükçetin)‏ هو ممثل تركي مشهور  ،من مواليد 06 يونيو 1981، اشتهر بدور شوكت في الأوراق المتساقطة .

## حياته
ولد في مدينة برهانية في مقاطعة بالق أسير . وهو خريج المسرح من جامعة معمار سنان للفنون الجميلة .

## جزء من أعماله
1. الأوراق المتساقطة
2. خير الدين بربروس: مرسوم السلطان